# Korinna
Korinna (altgriechisch Κόριννα Kórinna, Diminutiv von κόρα kóra, deutsch ‚Mädchen‘) war eine antike griechische Dichterin. Sie gilt manchen Kritikern als bedeutendste weibliche Poetin des antiken Griechenland nach Sappho. Ihre Lebenszeit ist umstritten; die Ansätze schwanken zwischen dem frühen 5. und dem 3. Jahrhundert v. Chr.

## Leben
Korinna stammte aus Tanagra in Boiotien, wo sich im Altertum nach dem Bericht des Pausanias (9,22,3) auch eine Statue von ihr befand. Ihre Lebensdaten sind ungewiss. Einige nehmen an, dass sie im 3. Jahrhundert v. Chr. lebte, da ihre wenigen erhaltenen Gedichte in der Sprache und Orthographie dieser Zeit überliefert sind. Andere halten eine viel frühere Lebenszeit für wahrscheinlicher und betrachten sie als Zeitgenossin Pindars (frühes 5. Jahrhundert v. Chr.). Sie stützen sich dabei auf eine von mehreren Autoren (Pausanias, Plutarch, Claudius Aelianus) überlieferte Anekdote, die von einem Wettstreit (Agon) zwischen Korinna und Pindar berichtet.

## Dichtung
Korinna schrieb zahlreiche Gedichte, von denen aber nur einige Papyrus-Fragmente und Zitate bei anderen Schriftstellern (Hephaistion, Apollonios Dyskolos) überliefert sind. Es werden darin Stoffe der griechischen, insbesondere der lokalen boiotischen Sagenwelt verarbeitet (Sieben gegen Theben, Ödipus, Herakles, Orion). Ein 1906 in Hermopolis Magna gefundener Papyrus enthält Verse, in denen ein musischer Wettstreit zwischen den beiden boiotischen Bergen Kithairon und Helikon besungen wird. Der Stil ihrer Dichtung wird als schlicht, anschaulich und anmutig bezeichnet. Die erhaltenen Verse zeigen die für den boiotischen Dialekt eigentümlichen Vokalverschiebungen (zum Beispiel η statt αι).

## Rezeption
Es wird vermutet, dass Korinna zunächst als Heimatdichterin nur lokale Berühmtheit erlangte und erst wieder in hellenistischer Zeit von Kennern und Liebhabern entdeckt wurde. Aus dieser Zeit stammt wahrscheinlich auch die im Altertum unter dem Titel Μέλη Mélē („Lieder“) bekannte fünfbändige Ausgabe ihrer Werke. Sie wurde als zehnte Dichterin dem alexandrinischen „Kanon der neun klassischen griechischen Lyriker“ zugerechnet. Den römischen Dichtern galt sie als Muster gelehrter und gleichzeitig schlichter Poesie. Ovid benannte ihr zu Ehren die zentrale Figur seiner Amores daher Corinna.
Der noch heute verbreitete weibliche Vorname „Corinna“ geht auf die Dichterin zurück.

## Ausgaben und Übersetzungen
- Denys Lionel Page: Poetae Melici Graeci. Clarendon Press, Oxford 1975.